# Dračice
Le Dračice est une rivière tchèque et autrichienne d'une longueur de 46 km. Elle est un affluent de la Lainsitz et donc un sous-affluent de l'Elbe.